# گئورگ هامل
گئورگ کارل ویلهلم هامل (۱۲ سپتامبر ۱۸۷۷–۴ اکتبر ۱۹۵۴) ریاضیدان آلمانی با علاقه به مکانیک، مبانی ریاضیات و نظریه توابع بود.

## زندگی‌نامه
هامل در دورن، رینیش پروسی متولد شد. وی در آخن، برلین، گوتینگن و کارلسروهه تحصیل کرد. مشاور دکترای وی دیوید هیلبرت بود. وی در سال ۱۹۰۵ در برون، در ۱۹۱۲ در آخن و در سال ۱۹۱۹ در دانشگاه فنی برلین تدریس کرد. در سال ۱۹۲۷، هامل اندازه فضای کلیدی دستگاه رمزگذاری کریخا را مطالعه کرد. وی در ۱۹۳۲ در زوریخ و در ۱۹۳۶ در اسلو سخنران مدعو آی‌سی‌ام بود. او نویسنده چندین رساله مهم در زمینه مکانیک بود. وی در سال ۱۹۳۸ به عضویت آکادمی علوم پروس و در سال ۱۹۵۳ به آکادمی علوم و علوم‌انسانی باواریا پیوست. وی در لاندسهوت، بایرن درگذشت.

## انتشارات منتخب
- Über die Geometrieen, in denen die Geraden die Kürzesten sind. Göttigen. 1901. ("On the geometries in which the straight lines are the shortest", Hamel's doctoral dissertation on Hilbert's fourth problem. A version may be found in Mathematische Annalen 57, 1903.)
- Lagrange-Euler'schen gleichungen der Mechanik. Leipzig: B.G. Teubner. 1903.
- Elementare mechanik. Leipzig und Berlin: B. G. Teubner. 1912.
- Grundbegriffe der Mechanik. Leipzig. 1921.
- Integralgleichungen. Berlin: Springer. 1937.[۵]
- Komplexe Form der ebenen Bewegungsgleichungen zäher, inkompressibler Flüssigkeiten. Berlin: Verlag der Akademie der Wissenschaften, in Kommission bei W. de Gruyter. 1941.
- Aufbau einer Theorie der Häute und der dünnen Schalen nach der Methode von Lagrange. Berlin: Akademie der Wissenschaften, in Kommission bei W. de Gruyter. 1944.
- Theoretische Mechanik. Berlin: Springer. 1949.[۶]